# Список об'єктів Світової спадщини ЮНЕСКО в Греції
У списку об'єктів Світової спадщини ЮНЕСКО в Греції міститься 18 найменувань (станом на 2016 рік).
З них:
- 16 культурних об'єктів
- 2 змішаних об'єкти.

## Список
У наведеній таблиці об'єкти розташовані у порядку їх внесення до списку Світової спадщини.
| №  | Зображення | Назва | Розташування                       | Час створення           | Рік внесення до списку | №                                                  | Критерії              |
| -- | ---------- | --- | ---------------------------------- | ----------------------- | ---------------------- | -------------------------------------------------- | --------------------- |
| 1  |            | Храм Аполлона Епікурейського в Бассах (грец. Ναός Επικούριου Απόλλωνα) | Ном Мессенія                       | 5 століття до н. е.     | 1986                   | 392 [Архівовано 11 липня 2017 у Wayback Machine.]  | і, ii, iii            |
| 2  |            | Руїни міста Дельфи (грец. Αρχαιολογικός Τόπος Δελφών) | Дельфи, ном Фокіда                 | 6 століття до н. е.     | 1987                   | 393 [Архівовано 11 липня 2017 у Wayback Machine.]  | i, ii, iii, iv, vi    |
| 3  |            | Афінський акрополь (грец. Ακρόπολη Αθηνών) | Афіни, ном Афіни                   | 438 рік до н. е.        | 1987                   | 404 [Архівовано 11 липня 2017 у Wayback Machine.]  | i, ii, iii, iv, vi    |
| 4  |            | Гора Афон (грец. Άγιο Όρος) | Ном Халкідіки                      | —                       | 1988                   | 454 [Архівовано 11 липня 2017 у Wayback Machine.]  | i, ii, iv, v, vi, vii |
| 5  |            | Монастирі Метеори (грец. Μετέωρα) | Біля міста Каламбака, ном Трикала  | 11—15 століття          | 1988                   | 455 [Архівовано 11 липня 2017 у Wayback Machine.]  | i, ii, iv, v, vii     |
| 6  |            | Ранньохристиянські і візантійські пам'ятники у місті Салоніки: Базиліка святого Дмитрія, Базиліка святої Софії, Церква святих апостолів, Арка і гробниця Галерія, Храм святого Пантелеймона, Панагія Халкеон, Храм святого Миколая Орфаноса, Церква Ахіропіїтос, Монастир Латомос, Стіни Салоніків (грец. Παλαιοχριστιανικά και Βυζαντινά Μνημεία της Θεσσαλονίκης) | Салоніки, ном Салоніки             | 4—15 століття           | 1988                   | 456 [Архівовано 11 липня 2017 у Wayback Machine.]  | i, ii, iv             |
| 7  |            | Храм Асклепія в Епідаврі (грец. Αρχαιολογικός τόπος Επιδαύρου) | Ном Арголіда                       | 4 століття до н. е.     | 1988                   | 491 [Архівовано 11 липня 2017 у Wayback Machine.]  | i, ii, iii, iv, vi    |
| 8  |            | Середньовічне місто Родос (грец. Μεσαιωνική Πόλη της Ρόδου) | Родос, острови та ном Додеканес    | 1309—1523               | 1988                   | 493 [Архівовано 11 липня 2017 у Wayback Machine.]  | ii, iv, v             |
| 9  |            | Стародавнє місто Містра (грец. Αρχαιολογικό Χώρο του Μυστρά) | Містра, ном Лаконія                | 1249                    | 1989                   | 511 [Архівовано 11 липня 2017 у Wayback Machine.]  | ii, iii, iv           |
| 10 |            | Археологічна ділянка Олімпія (грец. Αρχαιολογικό χώρο της Ολυμπίας) | Ном Еліда                          | 10 століття до н. е.    | 1989                   | 517 [Архівовано 11 липня 2017 у Wayback Machine.]  | i, ii, iii, iv, vi    |
| 11 |            | Острів Делос (грец. Δήλος) | Архіпелаг Кіклади                  | -                       | 1990                   | 530 [Архівовано 11 липня 2017 у Wayback Machine.]  | ii, iii, iv, vi       |
| 12 |            | Візантійські монастирі Дафні, Осіос-Лукас і Неа-Моні (грец. Μονή Δαφνίου, Οσίου Λουκά και Νέα Μονή της Χίου) | Номи Аттика, Беотія, Хіос          | 10—12 століття          | 1990                   | 537 [Архівовано 11 липня 2017 у Wayback Machine.]  | i, iv                 |
| 13 |            | Піфагорея і герайон на острові Самос (грец. Πυθαγόρειο και το Ηραίο της Σάμου) | Ном Самос                          | -                       | 1992                   | 595 [Архівовано 11 липня 2017 у Wayback Machine.]  | ii, iii               |
| 14 |            | Археологічна ділянка Егі (Вергіни) (грец. Αρχαιολογικός χώρος των Αιγών (σημερινή ονομασία Βεργίνα)) | Верія, ном Іматія                  | 11 століття до н. е.    | 1996                   | 780 [Архівовано 11 липня 2017 у Wayback Machine.]  | i, iii                |
| 15 |            | Археологічні ділянки Мікен і Тиринфу (грец. Αρχαιολογικοί τόποι των Μυκηνών και της Τίρυνθας) | Ном Арголіда                       | 15—12 століття до н. е. | 1999                   | 941 [Архівовано 25 грудня 2018 у Wayback Machine.] | i, ii, iii, iv, vi    |
| 16 |            | Історичний центр (хора) з монастирем Іоанна Богослова і печерою Апокаліпсису на острові Патмос (грец. Ιστορικό κέντρο (Χώρα), Μονή του Αγίου Ιωάννη "του Θεολόγου" και το Σπήλαιο της Αποκάλυψης στην Πάτμο) | Острови та ном Додеканес           | 10 століття             | 1999                   | 942 [Архівовано 11 липня 2017 у Wayback Machine.]  | iii, iv, vi           |
| 17 |            | Стародавнє місто Корфу (грец. Παλιά Πόλη της Κέρκυρας) | Ном Керкіра                        | 8 століття до н. е.     | 2007                   | 978 [Архівовано 7 жовтня 2019 у Wayback Machine.]  | iv                    |
| 18 |            | Археологічні пам'ятки Філіппи (грец. Αρχαιολογικός χώρος των Φιλίππων) | Кавала, Східна Македонія та Фракія | 4 століття до н. е.     | 2016                   | 1517 [Архівовано 5 липня 2017 у Wayback Machine.]  | iii, iv               |

## Кандидати
У наведеній таблиці об'єкти розташовані у порядку їх офіційного подання Грецією та внесення до списку кандидатів.
| № | Зображення | Назва                                                                         | Розташування                           | Час створення           | Рік внесення до списку | №                                                   | Критерії           |
| - | ---------- | ----------------------------------------------------------------------------- | -------------------------------------- | ----------------------- | ---------------------- | --------------------------------------------------- | ------------------ |
| 1 |            | Кносський палац                                                               | Місто Кносс, ном Іракліон, острів Крит | 1700—1400 роки до н. е. | 2003                   | 267 [Архівовано 27 липня 2009 у Wayback Machine.]   | ii, iii            |
| 2 |            | Руїни міста Нікополь                                                          | Ном Превеза                            | 31 рік до н. е.         | 2003                   | 270 [Архівовано 20 серпня 2009 у Wayback Machine.]  | i, ii, iii, iv, vi |
| 4 |            | Місто Лавріон                                                                 | Ном Східна Аттика                      | —                       | 2003                   | 1789 [Архівовано 27 лютого 2009 у Wayback Machine.] | ii, iii, iv        |
| 5 |            | Гора Олімп                                                                    | Номи Пієрія, Лариса                    | —                       | 2003                   | 1790 [Архівовано 27 лютого 2009 у Wayback Machine.] |                    |
| 6 |            | Район озера Преспа із збереженими пам'ятниками візантійської та пізнішої епох | Ном Флорина                            | —                       | 2003                   | 1791 [Архівовано 10 жовтня 2009 у Wayback Machine.] |                    |
| 7 | —          | Національный парк Дадія-Лефкіммі-Суфліон                                      | Ном Еврос                              | —                       | 2003                   | 1792 [Архівовано 9 грудня 2009 у Wayback Machine.]  | vii, x             |
| 8 |            | Національний парк Самарія                                                     | Ном Ханья, острів Крит                 | —                       | 2003                   | 1793 [Архівовано 3 серпня 2009 у Wayback Machine.]  | vii, viii, ix, x   |